# Ивана Ковач
Ивана Ковач (Загреб, 1. септембар 1977) хрватска је певачица забавне музике.

## Биографија
Иванини родитељи су Мишо Ковач, познати певач и Анита Батурина, бивша мис тинејџера СФР Југославије. Основну школу завршила је у Загребу, након чега уписује средњу козметичарску школу. Током школовања била је одличан ученик, а пријатељи који је и данас познају изузетно хвале њен интелект. Тренирала је балет и теквондо.
Због породичних проблема експериментисала је са дрогом веома рано, са деветнаест година. Ипак, очевом интервенцијом одлази на одвикавање на острво Чиово у комуну Удружења сусрет. Комуна ју је променила и позитивно утицала на њу, а из ње излази након двије године мукотрпног одвикавања и окреће нови лист.
У музичке воде улази 2006. године снимајући дует са оцем Нема ми до тебе никога, а исте године постаје вокал групе Магазин.
Након четири успешне године, напушта групу Магазин и почиње солистичку каријеру.
2006. године упознаје радиолога из Водица Елвира Хасанхоџића, и након једанаест година заједничког живота добијају ћеркицу Елену. Пар јавности није познат по скандалима, већ воде миран и складан живот.

## Фестивали
Сплит:
- Чија сам кад твоја нисам (као вокал групе Магазин), 2007.
- Што Бог ми очи да (као вокал групе Магазин), 2008.
- Не тражи од мене (као вокал групе Магазин), 2009.
- Улице живота, награда за најбољег дебитанта, 2010.
- Ако дођем памети, 2011.
- Нима шолди, е па ча, 2013.
- Нима шолди, е па ча, награда за најслушанију песму фестивала Сплит 2013. године, 2014
- Мала мафиоза, 2015.
- Срећо и туго, 2018.
- Ти, награда оцењивачког жирија новинара за најбољу песму и награда за најбољи стајлинг, 2019.
- Ноћас ћемо земљи ко матери рећи (Вече ретроспективе поводом 60 година сплитског фестивала), 2020.
- Данас (дует са Луком Басијем), 2021.
- Вољели смо једно друго, 2022.

Далматинска шансона, Шибеник:
- Шибенска грандеца (са клапом Неверин), прва награда публике и прва награда стручног жирија, 2010.
- Да се опет родим, 2016.

CMC festival, Водице:
- Мигрена (као вокал групе Магазин), 2008.
- Вода тече (као вокал групе Магазин), 2009.
- Ниси први, а ни задњи, 2011.
- Црно вино, црне очи, 2012.
- Лудило, 2014.
- Два голуба (дует са Младеном Грдовићем), 2015.
- Била боја, 2016.
- За мене, 2019.
- Неће злато на мене, 2020.
- Идемо даље, 2021.
- То се деси, 2022.
- Овисан, 2023.

Задар:
- Мој драги има љубав нову, 2010.

Охрид фест:
- Улице живота, друга награда стручног жирија, 2010.

Сунчане скале, Херцег Нови:
- Ниси први, а ни задњи, 2011.